# مكالمة إيقاظ
مكالمة إيقاظ (مكالمة تنبيه في المملكة المتحدة، مكالمة صباحية في شرق آسيا) هي خدمة مقدمة من قبل مؤسسات الإقامة تسمح للضيوف بطلب مكالمة هاتفية في وقت محدد مسبقًا، وذلك لإيقاظ الضيف في ذلك الوقت. مشابه من حيث المفهوم لساعة المنبه، ولكنه يتم إجراؤه عبر الهاتف.  تستخدم المؤسسات الفندقية في إفريقيا مفهومًا مشابهًا، حيث يشار إليه باسم «أمكا، أمكا».[بحاجة لمصدر]